# 徐雁
徐雁（1933年9月8日—2012年2月22日），黑龙江省讷河县人，中国知名演员和导演。

## 生平

### 去世
2012年2月22日，徐雁参加好友张立棠的生日晚宴，致辞中在100多位嘉宾的掌声中突发心肌梗塞而去世。

## 作品

### 配音
- 《保尔·柯察金》
- 《上尉的女儿》
- 《无名英雄》
- 《被开垦的处女地》
- 《侦察英雄》
- 《夜袭机场》
- 《黎明前到达》

等500多部

### 导演
- 《泪洒佛罗伦萨》
- 《伞中情》
- 《魔窟寻谍》
- 《阴谋的代价》
- 《幕府风云》
- 《难兄难弟》
- 《黑林城堡》
- 《我嫁给一个影子》
- 《千里追杀》
- 《体育彩票》

## 评价
徐雁为《保尔·柯察金》配音获得成功，被中国电影界赞誉为“中国银幕的保尔·柯察金”。